# Komatsu Eeji
Komatsu Eeji (駒都えーじ (Câu Đô Anh Nhị)) là một nhà thiết kế nhân vật trò chơi điện tử và họa sĩ người Nhật. Ông từng tạo một tác phẩm dōjin với bút danh CO2A (こつえー Kotsuee). Ông cũng từng làm việc cho một số công ty phát triển trò chơi điện tử Nhật Bản, nổi bật hơn cả là cho Key khi ông được ngồi trên chiếc ghế chỉ đạo nghệ thuật với tựa game planetarian ~Chiisana Hoshi no Yume~ và cho F&C với hai tựa game: Majokko a la Mode, Tristia of the Deep-blue Sea, cùng phần tiếp theo của Tristia là Neosphere of the Deep-blue Sky. Komatsu có chuyên môn về việc vẽ cơ khí và robot, ông cũng có khả năng diễn tả những cảnh ngắn về sự tự tái tạo chính mình của các robot, giống như trí tưởng tượng của mọi người. Nhiều nhân vật nữ do ông thiết kế ở các tư thế khêu gợi (một phần của quần lót và mông được thể hiện khá rõ) cũng gây được nhiều sự chú ý.

## Công việc

### Với tên Komatsu Eeji
- Maburaho
- Golden Time
- Iriya no Sora, UFO no Natsu
- Minamino Minamino
- Tristia of the Deep-Blue Sea
- Cal&Toara
- planetarian ~Chiisana Hoshi no Yume~
- Neosphere of the Deep-blue Sky
- Junk Force
- Akatsuki no Amaneka to Aoi Kyojin
- Super Robot Gakuen

### Với tên CO2A
- Powder Snow
- H: Itsukata Doritsuketa Basho
- Majokko a la Mode